# Ніколаєнко Олексій Михайлович
Олексі́й Миха́йлович Нікола́єнко — підполковник служби цивільного захисту ДСНС.
Брав участь у ліквідації пожежі під Васильковом.

## Нагороди
За особисту мужність і героїзм, виявлені у захисті державного суверенітету та територіальної цілісності України, вірність військовій присязі під час бойових дій та при виконанні службових обов'язків, відзначений — нагороджений
- 13 серпня 2015 року — орденом За мужність ІІІ ступеня.